# Tomy Wigand

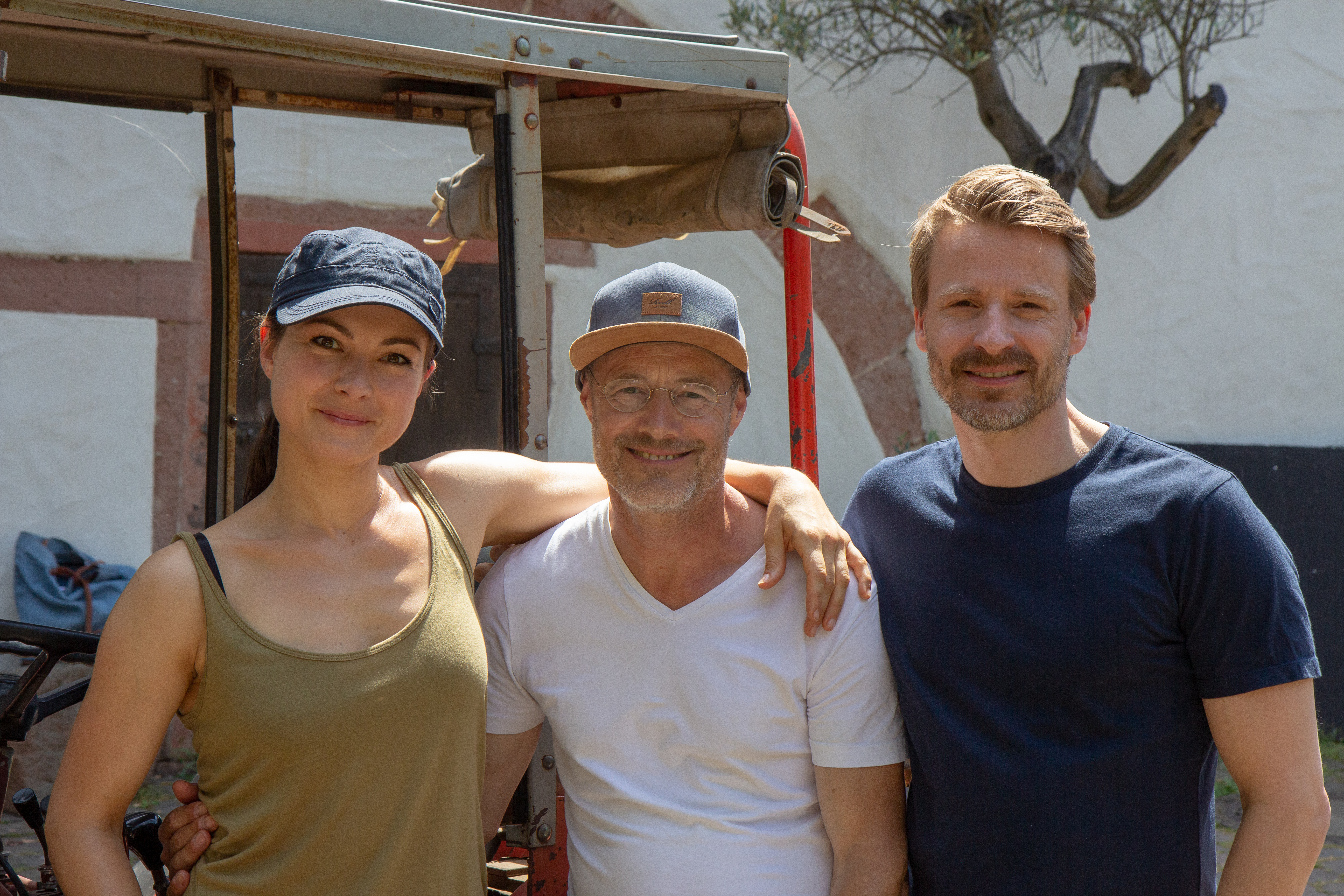
Tomy Wigand (Mitte) mit Henriette Richter-Röhl und Max von Pufendorf 2018 bei Dreharbeiten zu Weingut Wader

Tomy Wigand (* 12. Juli 1952 in Ludwigsburg) ist ein deutscher Filmregisseur und früherer Filmeditor.

## Leben und Werk
Tomy Wigand studierte von 1976 bis 1979 an der Münchner Hochschule für Fernsehen und Film (HFF). Nach drei eigenen Kurzfilmen und dem Fernseh-Regiedebüt Ein bisschen was Schönes arbeitete er als Editor für Roland Emmerich an den Filmen Das Arche Noah Prinzip (1984), Joey (1985) und Moon 44 (1990). Ein paar Jahre später war Wigand einer der Drehbuchautoren von Hans W. Geißendörfers Dürrenmatt-Adaption Justiz (1993).
Seine Laufbahn als Regisseur begann Wigand mit der Inszenierung zahlreicher Folgen von Fernsehserien (u. a. Alarm für Cobra 11) und mehrerer Fernsehfilme. Sein Kinodebüt als Regisseur war 2000 die Fußballfan-Milieustudie Fußball ist unser Leben, gefolgt von der Erich-Kästner-Neuverfilmung Das fliegende Klassenzimmer (2003). Für letzteren erhielt er 2003 den Deutschen Filmpreis. Für den Fernsehfilm Willkommen im Westerwald wurde er zusammen mit Beate Langmaack mit dem Deutschen Civis Fernsehpreis im Bereich Unterhaltung ausgezeichnet. Sein Fernsehfilm Das große Comeback wurde 2012 für den Deutschen Comedypreis und den Grimme-Preis nominiert. 
Tomy Wigand gehörte 2003 zu den Gründungsmitgliedern der Deutschen Filmakademie. Seit 2008 ist er Dozent im Studiengang Regie an der Filmakademie Baden-Württemberg in Ludwigsburg.

## Filmografie (Auswahl)
- 1994: Im Namen des Gesetzes (Fernsehserie)
- 1996: Alarm für Cobra 11 (Fernsehserie)
- 1998: Twiggy – Liebe auf Diät (Fernsehfilm)
- 1999: Picknick im Schnee (Fernsehfilm)
- 2000: Fußball ist unser Leben
- 2000: Nicht heulen, Husky (Fernsehfilm)
- 2003: Das fliegende Klassenzimmer
- 2005: Polly Blue Eyes
- 2006: TKKG – Das Geheimnis um die rätselhafte Mind-Machine
- 2008: Willkommen im Westerwald (Fernsehfilm)
- 2011: Das große Comeback (Fernsehfilm)
- 2012: Omamamia
- 2015: Der Kotzbrocken (Fernsehfilm)
- 2016: Die Büffel sind los! (Fernsehfilm)
- 2018: Weingut Wader – Die Erbschaft (Fernsehfilm)
- 2021: Nie zu spät (Fernsehfilm)
- 2023: Klima retten für Anfänger (Fernsehfilm)
- 2024: Wenn Papa auf der Matte steht (Fernsehfilm)